# Plummerana isolata
Plummerana isolata är en insektsart som beskrevs av Caldwell 1945. Plummerana isolata ingår i släktet Plummerana och familjen sköldstritar. Inga underarter finns listade i Catalogue of Life.